# ريان هيوز (لاعب كرة قدم)
ريان هيوز (بالإنجليزية: Ryan Hughes)‏ هو لاعب كرة قدم بريطاني، ولد في 24 أبريل 2001 في Mawsley ‏ في المملكة المتحدة. لعب مع نادي نورثامبتون تاون.